# イン・ディス・モーメント
イン・ディス・モーメント（In This Moment）は、アメリカ合衆国出身のオルタナティヴ・メタル・バンド。
紅一点のボーカリスト マリア・ブリンクが率いることで知られ、様々な要素を内包したインダストリアルなスタイルを展開している。

## 特徴
2005年に意気投合したマリア・ブリンク（ボーカル）とクリス・ハワース（ギター）を中心に結成。メタルコアとしては珍しく女性ボーカルを前面へ押しており、ブリンクによるメロディックボーカルからウィスパリング、デスヴォイスまでに至る多彩なボーカルスタイルが特徴。
大幅なメンバーチェンジを経たアルバム『Blood』以降、インダストリアル・メタル路線に転換して現在に至る。

## メンバー

### 現ラインナップ
- マリア・ブリンク (Maria Brink) - ボーカル、ピアノ (2005年– )
- クリス・ハワース (Christopher Howorth) - リードギター (2005年– )
- ランディ・ウェイツェル (Randy Weitzel) - リズムギター (2011年– )
- トラヴィス・ジョンソン (Travis Johnson) - ベース (2010年– )
- ケント・ディーメル (Kent Diimmel) - ドラムス (2016年– )

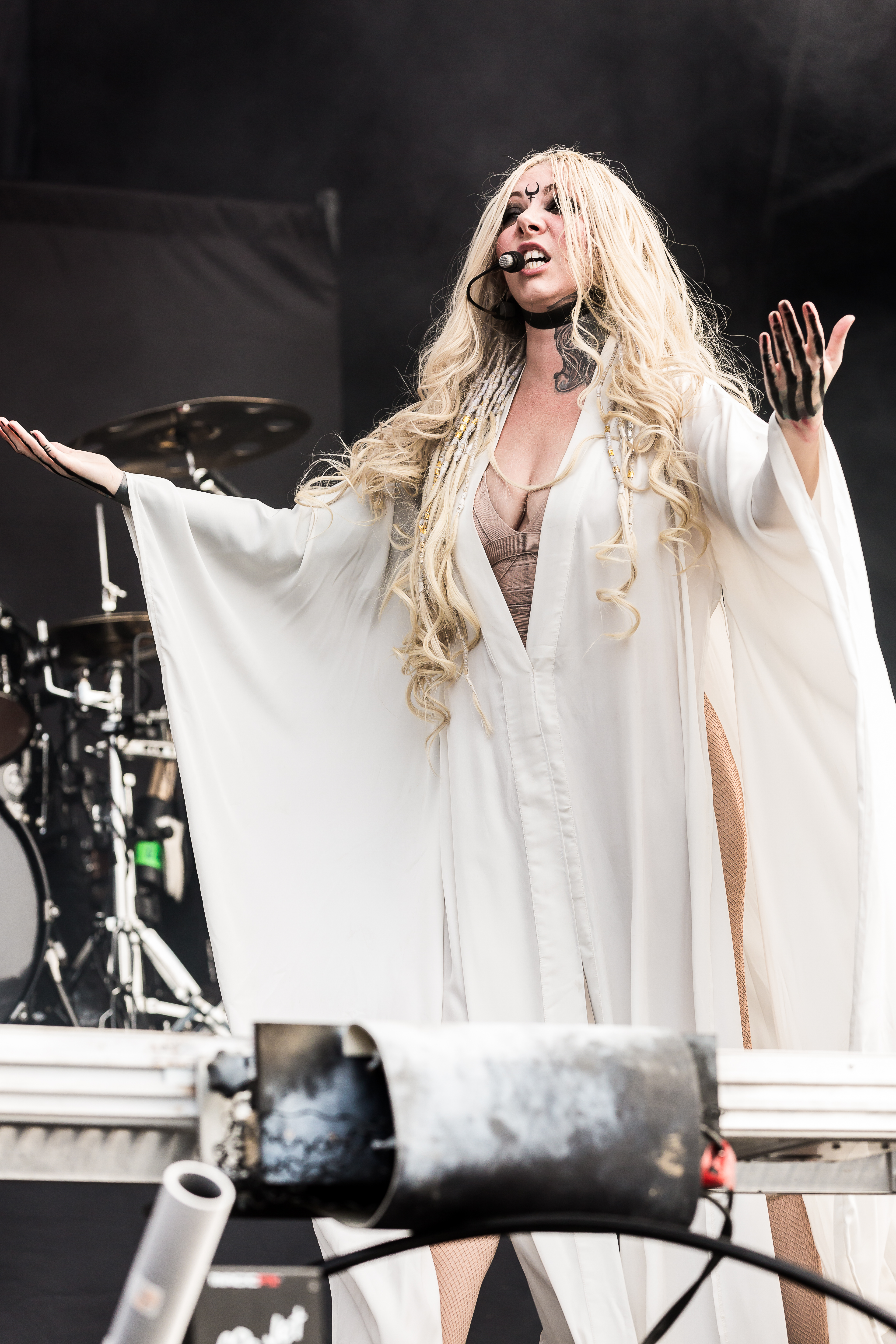
マリア・ブリンク(Vo) 2018年
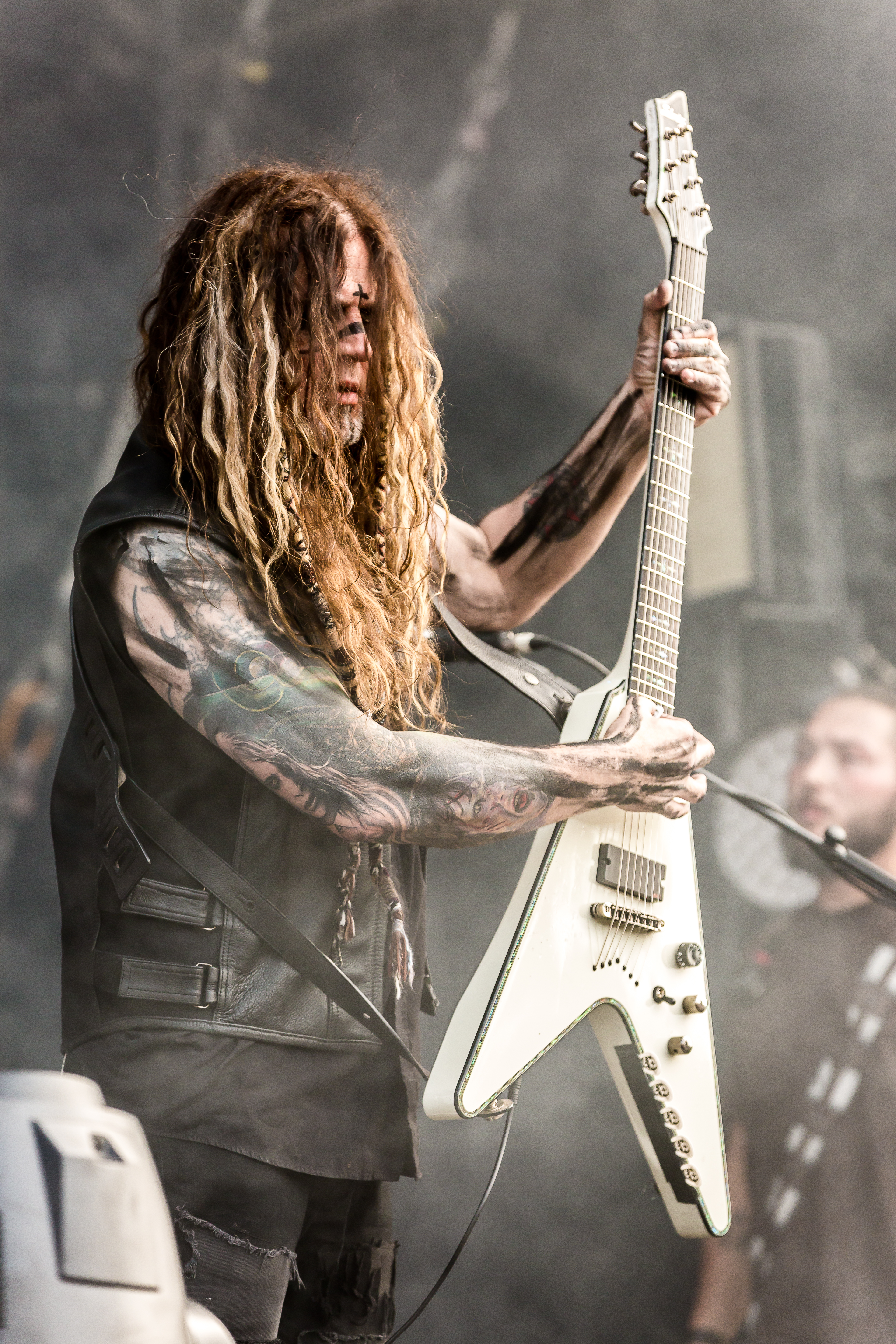
クリス・ハワース(G) 2018年
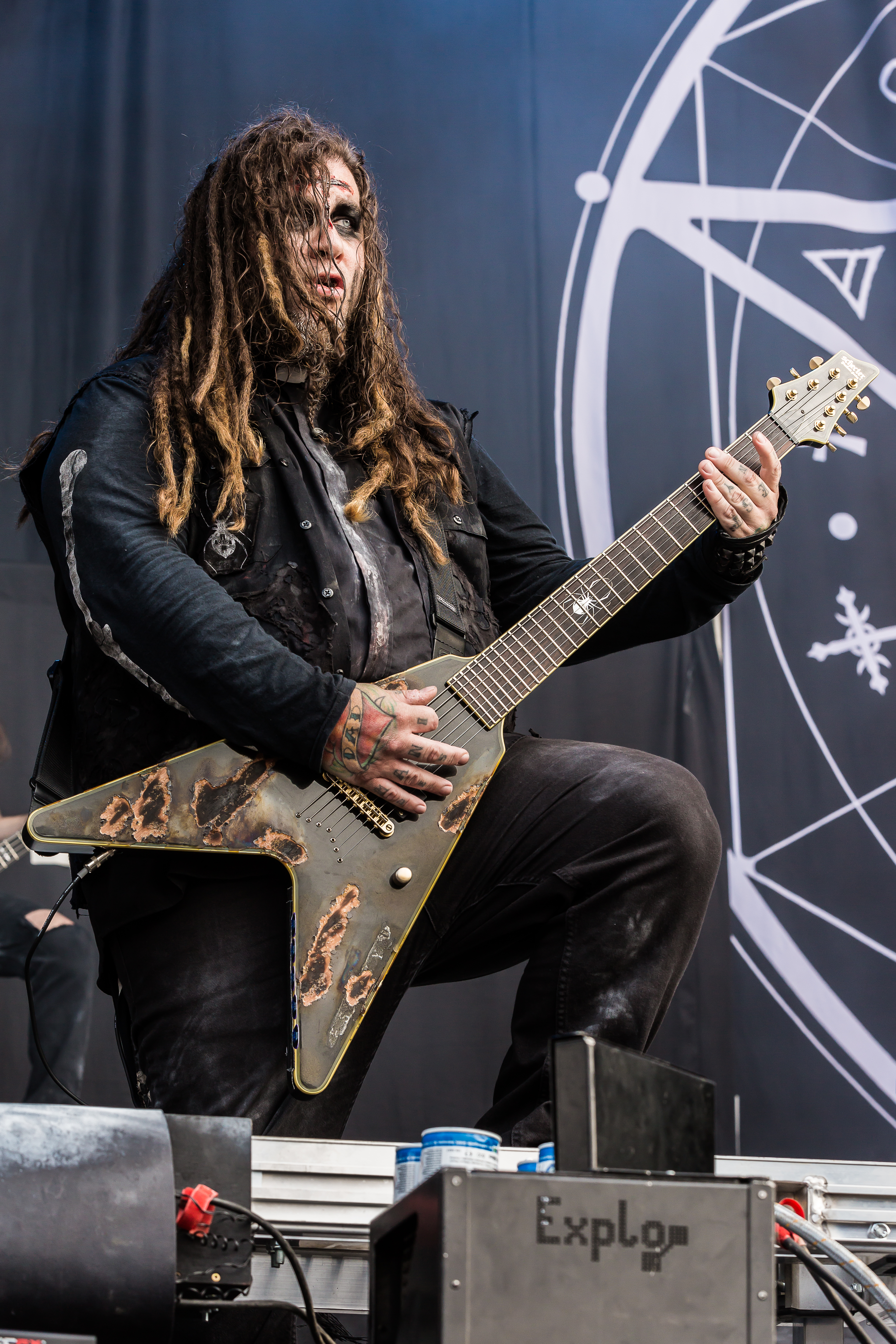
ランディ・ウェイツェル(G) 2018年
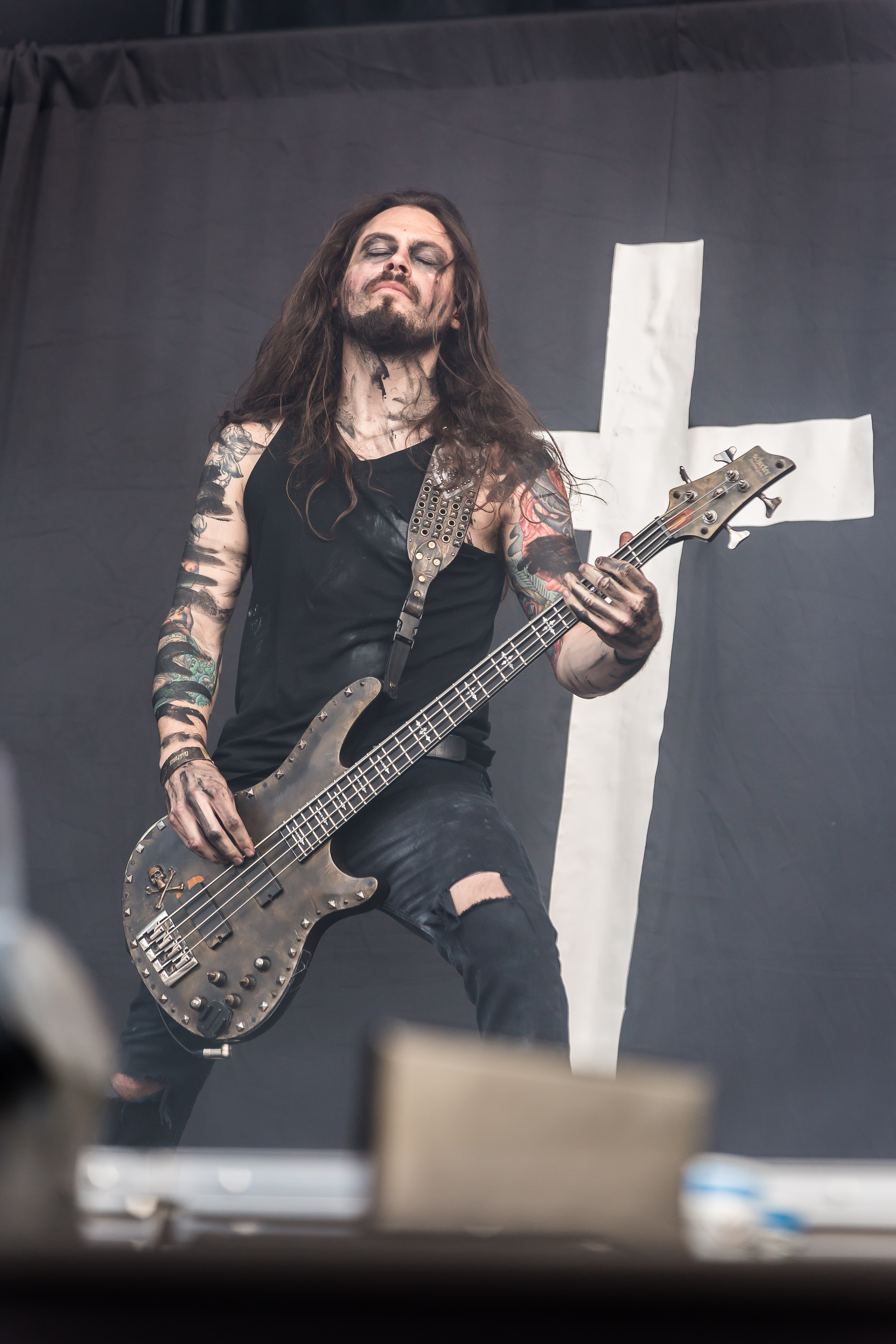
トラヴィス・ジョンソン(B) 2018年
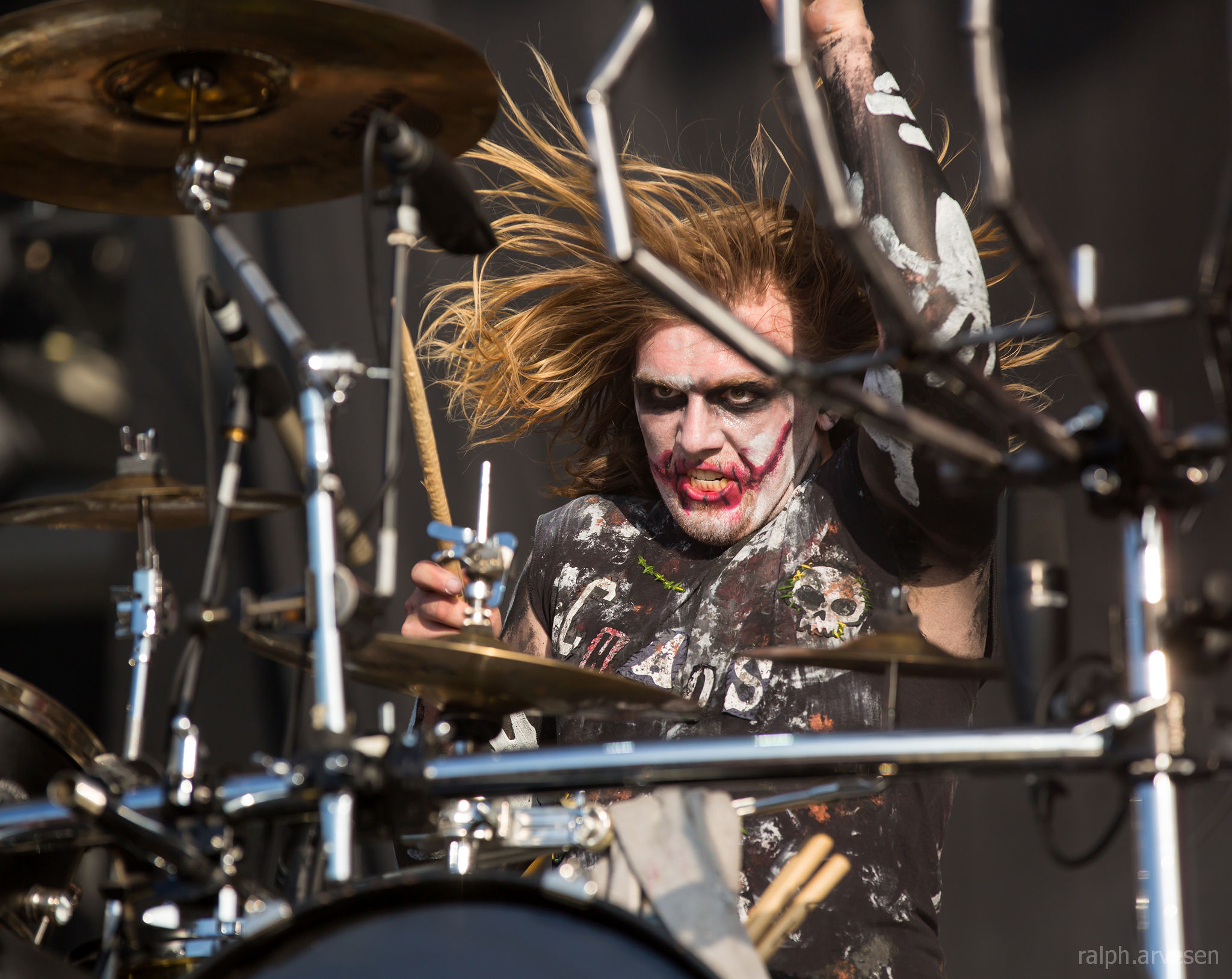
ケント・ディーメル(Dr) 2016年

### 旧メンバー
- ジョシュ・ニューエル (Josh Newell) - ベース (2005年)
- ジェシー・ランドリー (Jesse Landry) - ベース (2005年–2009年)
- カイル・コンキエル (Kyle Konkiel) - ベース (2009年–2010年)
- ブレーク・バンゼル (Blake Bunzel) - リズムギター (2005年–2011年)
- ジェフ・ファブ (Jeff Fabb) - ドラムス (2005年–2011年)
- トム・ハーン (Tom Hane) - ドラムス (2011年–2016年)

## ディスコグラフィ

### スタジオ・アルバム
| 2007                                      | ビューティフル・トラジディ Beautiful Tragedy                    | - 発売日: 2007年3月20日 - レーベル: Century Media - フォーマット: CD, LP, digital download                            | —  | —  | —  | 247 | —   |                |
| 2008                                      | ザ・ドリーム The Dream                                          | - 発売日: 2008年9月30日 - レーベル: Century Media - フォーマット: CD, LP, digital download - 全米売上: 0.8万枚        | 73 | —  | —  | 223 | —   |                |
| 2010                                      | ア・スター・クロスド・ウェイストランド A Star-Crossed Wasteland | - 発売日: 2010年7月13日 - レーベル: Century Media - フォーマット: CD, LP, digital download                            | 40 | —  | —  | 126 | —   |                |
| 2012                                      | ブラッド Blood                                                  | - 発売日: 2012年8月14日 - レーベル: Century Media - フォーマット: CD, LP, digital download - 全米売上: 22.7万枚       | 15 | —  | 15 | 124 | 187 | - US: ゴールド |
| 2014                                      | ブラック・ウィドウ Black Widow                                  | - 発売日: 2014年11月17日 - レーベル: Atlantic - フォーマット: CD, LP, digital download - 全米売上: 12万枚             | 8  | 89 | 16 | 110 | 81  |                |
| 2017                                      | リチュアル Ritual                                               | - 発売日: 2017年7月21日 - レーベル: Roadrunner, Atlantic - フォーマット: CD, LP, digital download - 全米売上: 2.2万枚 | 23 | 43 | 30 | —   | 95  |                |
| 2020                                      | マザー Mother                                                   | - 発売日: 2020年3月27日 - レーベル：Roadrunner, Atlantic - フォーマット：CD, LP, digital download                     | 34 | 46 | 65 | -   | 96  |                |
| "—"は未発売またはチャート圏外を意味する。 |                                                                 | |    |    |    |     |     |                |

### コンピレーション・アルバム
- Original Album Collection (2014年)
- Rise of the Blood Legion - Greatest Hits (Chapter 1) (2015年)

### シングル
- "Prayers" (2006年)
- "Beautiful Tragedy (Single)" (2007年)
- "Surrender" (2007年) ※配信限定 (アルバム未収録曲)
- "Forever" (2008年)
- "Call Me" (2009年)
- "The Gun Show" (2010年) ※配信限定
- "The Promise" (2010年)
- "Blood (Single)" (2012年) ※LP&配信限定
- "Adrenalize" (2013年)
- "Whore" (2013年)
- "Sick Like Me / Big Bad Wolf" (2014年)
- "Sex Metal Barbie" (2015年) ※LP&配信限定
- "Oh Lord" (2017年)
- "Roots" (2017年)
- "In the Air Tonight" (2017年) ※フィル・コリンズのカバー
- "Black Wedding" (2018年) ※featuring ロブ・ハルフォード
- "The In-Between" (2020年)
- "Hunting Grounds" (2020年) ※featuring ジョー・コテラ (Ded)
- "As Above, So Below" (2020年)

### 映像作品
- Blood at the Orpheum (2014年)

2014年に発売された『Blood -Special Edition-』付属のライブDVDを単体販売したもの。
(同スペシャル・エディションはアメリカ家電量販店「BEST BUY」限定でDVDに代わりBlu-rayが付属)

## 日本公演
- 2009年 The Dream Tour in Japan 2009
- 2011年 EXTREME THE DOJI Vol. 27
- 2016年 VAMPS LIVE 2016